# Elfenbenskysten
Elfenbenskysten (fransk: Côte d'Ivoire) er en republik i den vestlige del af Afrika med et areal på 322.460 km². Landets højeste punkt er Nimba på 1.752 meter. Elfenbenskysten blev uafhængigt fra Frankrig den 7. august 1960.
Yamoussoukro, den tidligere præsident Félix Houphouët-Boignys fødeby, blev først udnævnt til hovedstad i 1983. Tidligere var Abidjan hovedstaden, og denne er stadig det administrative og kommercielle center. De fleste lande har deres ambassader i Abidjan.

## Côte d'Ivoire eller Elfenbenskysten?
I oktober 1985 besluttede Elfenbenskystens regering, at landets navn fra da af skulle være Côte d'Ivoire på alle sprog for hermed at undgå forvirringen med, at landet havde forskellige navne på forskellige sprog.[kilde mangler] Navneskiftet er kun delvis slået gennem, og det er tvivlsomt, om det har haft den ønskede virkning.

## Klima
Elfenbenskysten tilhører den tropiske klimazone, og den sydlige del af landet har to adskilte regntider. Disse to perioder er mellem maj og juni og mellem oktober og november. 
Den sydlige del af landet modtager cirka 2.000 millimeter nedbør om året. Også Man-bjergene får betydelige nedbørsmængder, og mod nord aftager både nedbøren og regntidens længde. 
Den gennemsnitlige årlige nedbør for hele landet er cirka 1.500 millimeter, og temperaturerne er høje hele året med middelværdier på 24-29 grader. Månederne mellem februar og maj er normalt den varmeste periode, mens perioden fra juli til september er den koldeste.
Varmeste måned (marts) 24-32 °C. Koldeste måned (august) 22-28 °C. Tørreste måned (januar) med 41 millimeter nedbør i gennemsnit. Vådeste måned (juni) med 495 millimeter nedbør i gennemsnit.

## Natur
Det indre af landet består mest af sletter og lavere plateauer, mens den sydlige tredjedel gennemgående ligger lavere end 150 meter over havet. De nordlige to tredjedele ligger gennemsnitligt omkring 300 meter over havet. 
Man-bjergene i landets vestlige del, som er den østlige udløber af Guinea-højlandet, hæver sig til over 1.200 meters højde. Højeste punkt er Nimba på 1.752 meter på grænsen mod Liberia. 
De største floder er Comoé, Bandama og Sassandra, som alle flyder sydover til Guineabugten.

## Demografi
Befolkningen er sammensat af mere end 60 etniske grupper, som traditionelt har haft deres egne, afgrænsede områder. Mange af disse grupper er indbyrdes beslægtet, og mange har kultur- og sprogslægtskab med grupper uden for Elfenbenkysten.
I skovområdet vest for Bandama-floden lever en række små, etniske grupper, som kulturelt hører til kru-folkene i Liberia og Sierra Leone. I regnskovsbæltet øst for Bandama er en af de vigtigste grupperinger baule, som er beslægtet med Akanfolket i Ghana. 
I det nordlige savanneområde er der to hovedgrupper. Disse er mande-folkene, som har deres hovedtyngde i Mali, og som i Elfenbenskysten er repræsenteret ved malinké og dyula. Volta-folkene i nordøst omfatter senufo samt lobi og bobo. 
Fremmedarbejdere fra nabolandene Mali og Burkina Faso udgjorde i midten af 1980'erne omkring en tredjedel af befolkningen. Der lever desuden en del europæere samt libanesere og syrere i landet.